# Mattel Electronics Aquarius
Mattel Electronics Aquarius (Aquarius) је кућни рачунар фирме Mattel Electronics који је почео да се производи у САД током 1983. године.
Користио је Zilog Z80A микропроцесорску јединицу а РАМ меморија рачунара је имала капацитет од 4 KB (до 32 KB), 1,7 KB слободно за корисника. 

## Детаљни подаци
Детаљнији подаци о рачунару Aquarius су дати у табели испод.
|                       |                                               |
| [ 1 ]                 |                                               |
| Произвођач            |                                               |
| Тип                   | кућни рачунар                                 |
| Меморија              | 4 (до 32 ), 1,7 слободно за корисника         |
| Поријекло             | Сједињене Америчке Државе                     |
| Година                | 1983                                          |
| Тастатура             | гумена, 49 тастера                            |
| Процесор              |                                               |
| Фреквенција процесора | 3,5                                           |
| RAM                   | 4 (до 32 ), 1,7 слободно за корисника         |
| ROM                   | 8                                             |
| Текст                 | 40 знакова x 25 линија                        |
| Графика               | 80 x 72 / 320 x 192 тачака                    |
| Боја                  | 16                                            |
| Звук                  | 1 гласа (3 гласа са Mini-Expander проширењем) |
| Димензије             | 34,5 (ширина) x 15 (дубина) x 5,5 (висина) .  |
| Портови               |                                               |
| Оперативни систем     | [[]]                                          |